# JR East série E261
La série E261 (E261系, E261-kei) est un type de rame automotrice électrique exploitée par la compagnie East Japan Railway Company (JR East) sur des services touristiques de luxe vers la péninsule d'Izu.

## Description
La série comprend deux exemplaires de 8 voitures fabriqués par Kawasaki Heavy Industries (voitures 1 à 3) et Hitachi (voitures 4 à 8). La voiture 1 est la classe premium avec des rangées de 2 sièges, les voitures 2 et 3 sont équipées de compartiments privées, la voiture 4 est la voiture bar et les voitures 5 à 8 sont des voitures green class avec des rangées de 3 sièges (2+1).
Le design extérieur et la décoration intérieure du train ont été supervisés par le designer industriel Ken Okuyama.

## Histoire
Les rames de la série E261 ont été introduites le 14 mars 2020. La série a remporté un Laurel Prize en 2021.

## Affectation
Les rames de la série E261 assurent les services Saphir Odoriko entre les gares de Tokyo et Izukyū Shimoda (et la gare de Shinjuku les week-ends et jours fériés), empruntant les lignes Tōkaidō, Itō et Izu Kyūkō.

## Galerie photos

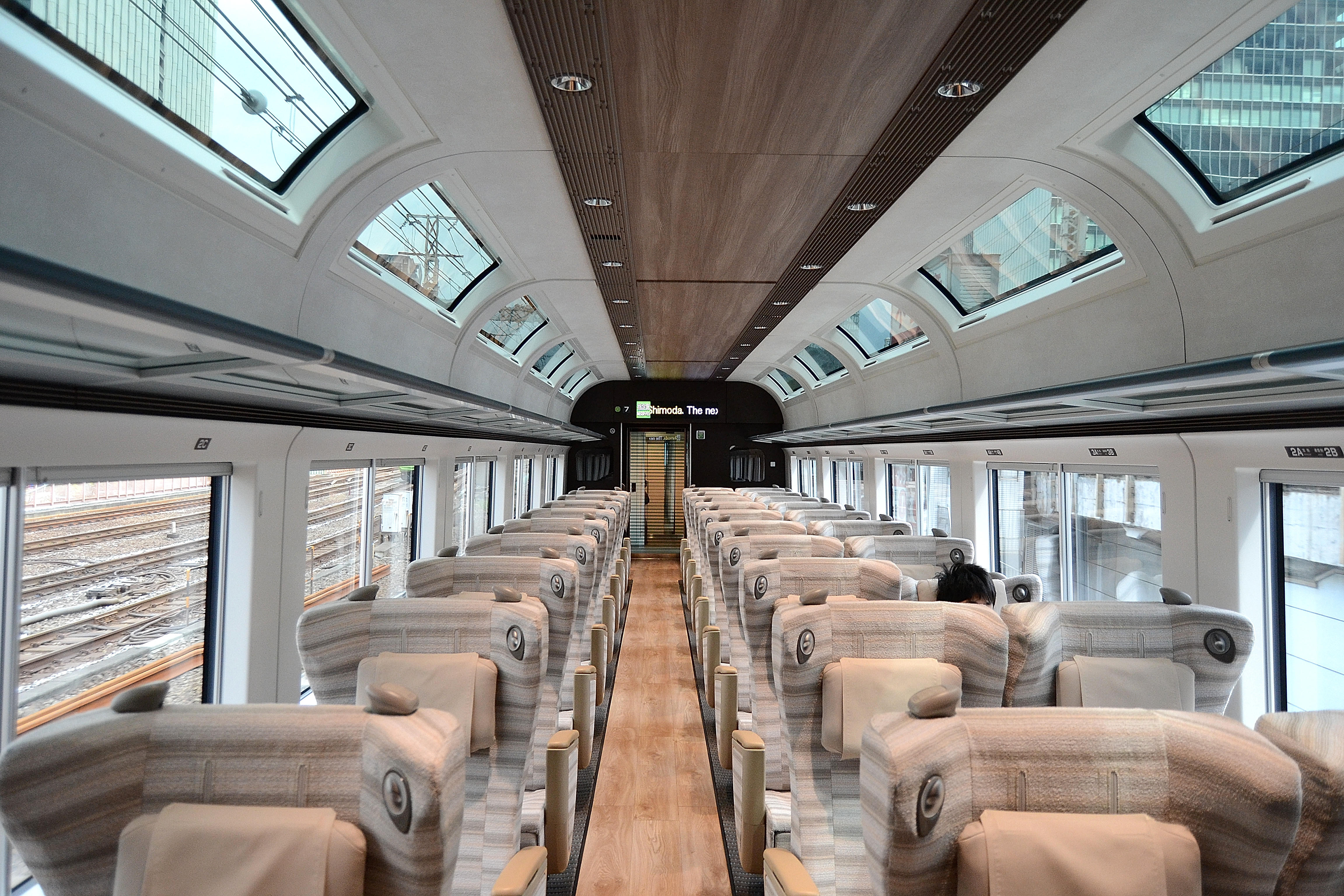
Intérieur de la green class.
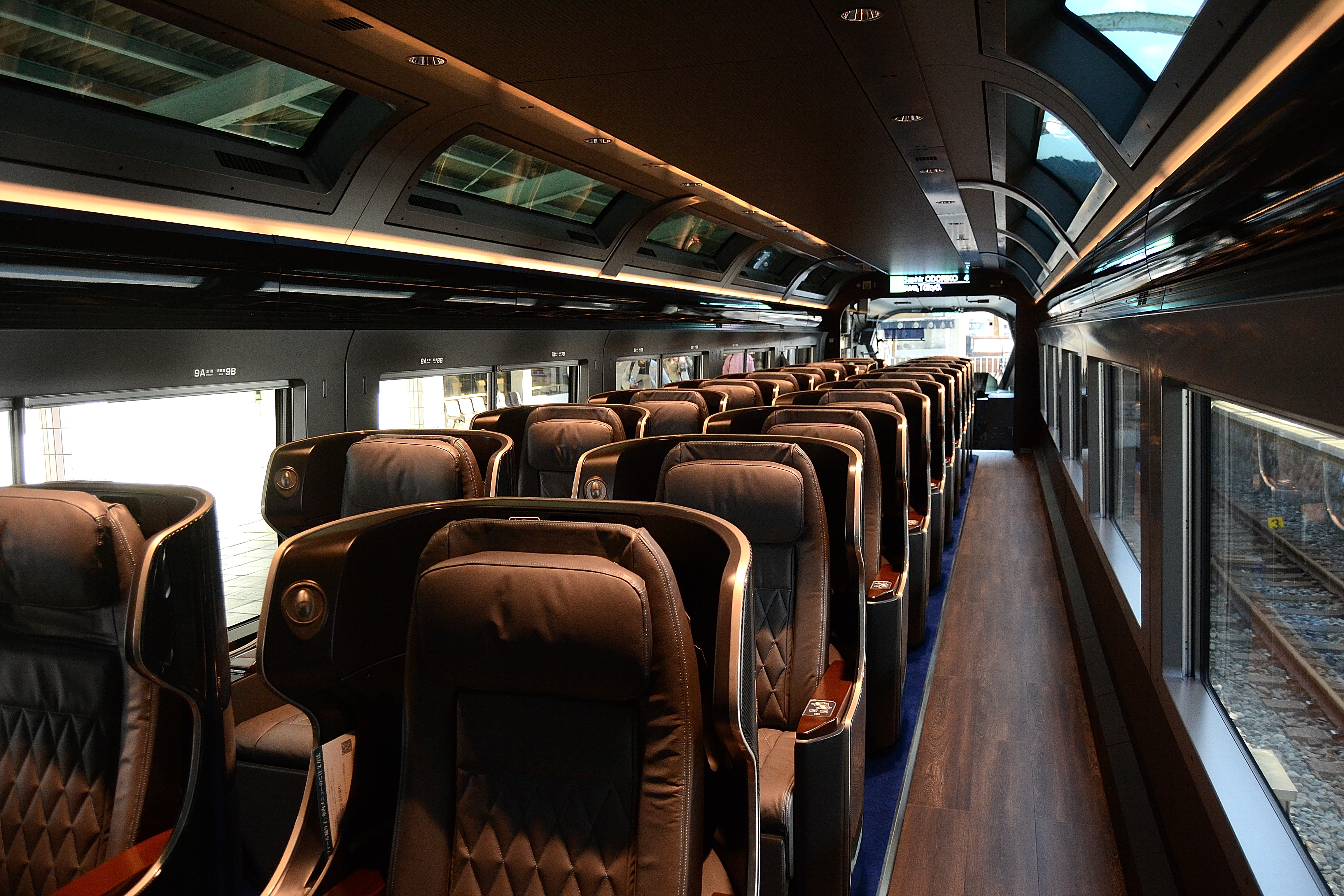
Intérieur de la classe premium.
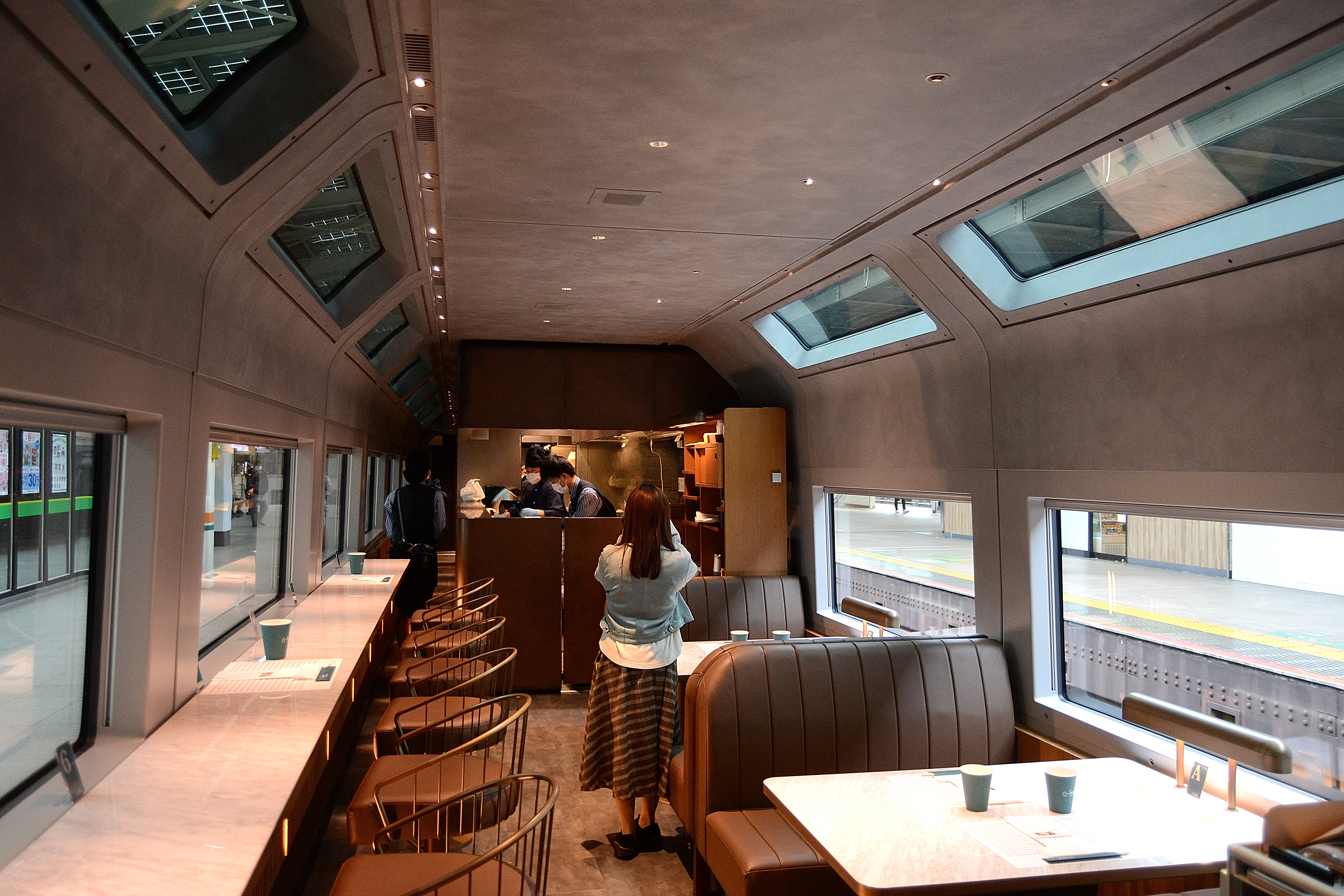
Voiture bar.